# Nikolaus DuMont

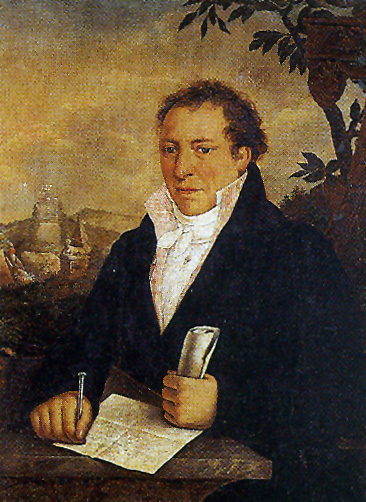
Nikolaus DuMont, amtierte 1795 als letzter durch den Rat der Freen Reichsstadt gewählter Bürgermeister

 Nikolaus DuMont  (* 21. Mai 1743 in Köln; † 28. August 1816 in Aachen) war ein deutscher Politiker. Er amtierte 1795 als letzter gewählter Bürgermeister der von französischen Truppen besetzten Stadt Köln.

## Herkunft
Die Familie DuMont soll ihren Ursprung möglicherweise in Italien gehabt haben. Sie war vor ihrem im 17. Jahrhundert vorgenommenen Zuzug nach Köln im Bistum Lüttich beheimatet. Der Name der Familie DuMont wurde in den Bürgerbüchern der Stadt Köln, in der sie ab 1701 auch Ratsherren stellten, erstmals im Jahre 1672 angeführt.
Nikolaus DuMont war Sohn des Heinrich Joseph DuMont (1716–1794).
Der auch Johann Maria Nikolaus genannte DuMont junior hatte Jura studiert und war dann zum Kaufmann und Schieferfabrikanten geworden.
Die für einen gesellschaftlichen Aufstieg in die politische Oberschicht der Stadt erforderlichen Voraussetzungen, wie die katholische Glaubenszugehörigkeit und eine gewisse Wohlhabenheit der Familie, waren offenbar gegeben. Eine weitere Bedingung um auch das höchste städtische Amt, gewählter Bürgermeister werden zu können, erfüllte die Familie DuMont mit der Generation des Nikolaus DuMont. Er war ein, wie die Statuten der überkommenen Kölner Bürgermeisterwahl es vorschrieben, aus einer mindestens der zweiten Generation entstammender Nachkomme der Familie, ein Kölnischer Sohn.

## Ratsherr
Nikolaus DuMont zeigte in den Jahren seiner Tätigkeit als Ratsherr wiederholt eine liberale und von der allgemein konservativ eingestellten Gesinnung der Ratsmehrheit abweichende Einstellung. Er stand im Kölner Toleranzstreit (1787/1789) mit dem amtierenden Bürgermeister F. J. von Hilgers und seinen Ratskolegen von Beywegh, R. von Klespé, J. H. Wolff, Johann Jakob von Wittgenstein, Wuns, Huybens und Ulrich auf der Seite der Befürworter einer Lockerung der Restriktionen gegen die Protestanten.
Auch als Förderer des sich ab der Mitte der 1770er Jahre wandelnden kulturellem Angebotes in der Stadt war DuMont aktiv. Es gründeten sich „Lesegesellschaften“ und ein Kreis „gemäßigter Aufklärer“, dem neben dem Initiator Baron Hüpsch mehrere Professoren der Kölner Universität, ein erzbischöflicher Offizialassessor, der kölnische Syndikus Gerhard Ernst Hamm und auch Nikolaus DuMont angehörten.

## Bürgermeister
DuMont, der 1794 noch kurz vor der folgenden Okkupation Kölns vom alten Rat zum Bürgermeister gewählt worden war, hatte als Gesandter seiner Stadt in Paris versucht, für das besetzte Köln Sonderregelungen zu erreichen, war jedoch ablehnend beschieden worden.
In Köln war zunächst der alte Rat im Amt belassen worden. Nachdem sich die Kölner „Herren“ des Rates jedoch immer wieder den Anordnungen der französischen Behörden widersetzten, wurde am 28. Mai 1796 der Rat der Stadt aufgelöst und durch einen, von den neuen Herren eingesetzten Magistrat abgelöst. Dieser bestand in seiner Mehrheit jedoch aus Personen der alten, elitären Oberschicht der Stadt.
Nikolaus DuMont wurde unter Napoleon 1804 Präfekturrat des 1798 eingerichteten Verwaltungsbezirkes Département de la Roer in Aachen. Dort erhielt er 1807 die Erlaubnis zur Herausgabe einer Zeitung, die dann unter dem Titel Gazette française de Cologne erschien. Im Jahr 1815 wurde DuMont, der auch Mitglied der Loge „Le Secret trois des Rois“ war, als Landes-Direktorialrat eingesetzt.